# S4 League
《S4 League》是一个由Pentavision制作的第三人称射击类的网络游戏。在欧洲，由Alaplaya代理，在韩国则由Pmang
S4这个名字来自Stylish（流行）、eSper（超能力者）、Shooting（射击）和Sports（运动）。

## 游戏系统
和经典的第三人称射击游戏（third-person shooter)不同，在S4联盟中，角色的动作类似于骇客帝國(駭客任務),可以进行非现实的跳跃和奔跑。游戏拥有多种模式：

### 游戏模式

#### Chaser（猎殺模式）
此模式的游戏规则很简单：一人对其他人。每局开始时，将会有一名玩家扮演猎人，其他玩家则变成目标。猎人的游戏目标是解决所有目标，而目标的任务则是在规定时间内存活下来，同时对猎人造成伤害能获得分数。猎人的攻击力和防御力将会提升，并会有死神跟随在后。猎人的HP比其他玩家多但游戏场景会变暗且其他玩家变成黑色身影跟随的死神也会遮挡视线，会对观察和前进造成障碍，而这个死神没有任何作用。

#### TouchDown（達陣）
TD类似于夺旗模式，玩家需要抢到科技球（头类似球的可爱人偶就是团队比赛半场时间对换地图时跳舞的人偶），并且把球放到指定仪器上，就可以为自己的阵营夺一分。当玩家得到球时，他的耐力会迅速减少，以致不能进行高难度动作，提高放旗难度。每个地图都有两个指定仪器，玩家要把科技球放到对方的仪器内，通往仪器的路上有很多致命红电，对于对方而言就是蓝色的，也就是在自己营地的蓝色电，蓝色的虽然无害但是带着科技球通过会遗失科技球，科技球会重新出现在地图中央。算是混合了S4 League最多元素的模式，可說為最代表 S4 League 的模式。

#### DeathMatch（死亡竞赛）
同大部分的网络Fps一样，S4拥有死亡竞赛模式。两边队伍互相攻击，杀人得分最高的一方则赢得这一场比赛。

#### SiegeMode（攻城模式）
该模式地图中有三块地盘，并且属于对称类型，游戏一开始所有地板均无主权转台，队员站在地盘内积累进度直到100%就能占领地盘（同队人越多时间越短），同时会在地盘内外会出现一些奖励（加HP、加SP、加EXP等），团队也能获得一定分数。在敌方地盘首先把敌方地盘主权消除需要从100%到无主权状态（如果突出团队所有人员离开地盘或者挂掉地板则自动恢复到地方主权100%状态），然后就和占领无主权地盘一样（队伍人多也越快）。

## 游戏历史

台湾封闭测试客服端Patcher界面

### 台湾
- 2012年1月18日官方在无名小站（页面存档备份，存于）和社交网络上开始招募测试玩家[6]。
- 2012年2月6日(周一)-2012年2月10日(周五)进行封闭测试[7]。
- 2012年3月2日正式官网推出并确定下一次封闭测试时间，且这次封测只需注册玩咖平台會員并申请S4账号即可无其他限制[8]。
- 2012年3月7日(周三)再次进行封闭测试[9][10]。
- 2012年3月14日(周三)中午12:00第二次封闭测试结束，账号内的游戏资料将被清空。
- 2012年4月11日公开测试[11]。
- 2012年5月9日推出猎杀者模式[12]，不过在最早的删档测试就有此模式。
- 2012年6月27日推出攻城模式并踏入第二季[13]
- 2015年4月10日結束營運

## 外链
- 欧服&北美官方网站 （页面存档备份，存于）（德文）（英文）（法文）（宣布在2021年4月29號結束營運）
- 韩服官方网站（宣布在2018年3月14號結束營運）
- 东南亚官方网站（泰文）（英文）（宣布在2015年12月15結束營運）
- 台湾S4超特攻联盟官方网站（繁體中文）（宣布在2015年4月10結束營運）
- 印尼官方网站（页面存档备份，存于）（英文）（印尼文）（宣布在2012年9月27結束營運）
- 日本官方网站（页面存档备份，存于）（日語）（宣布在2013年8月28號結束營運）